# Паровий лісовоз Ломбарда

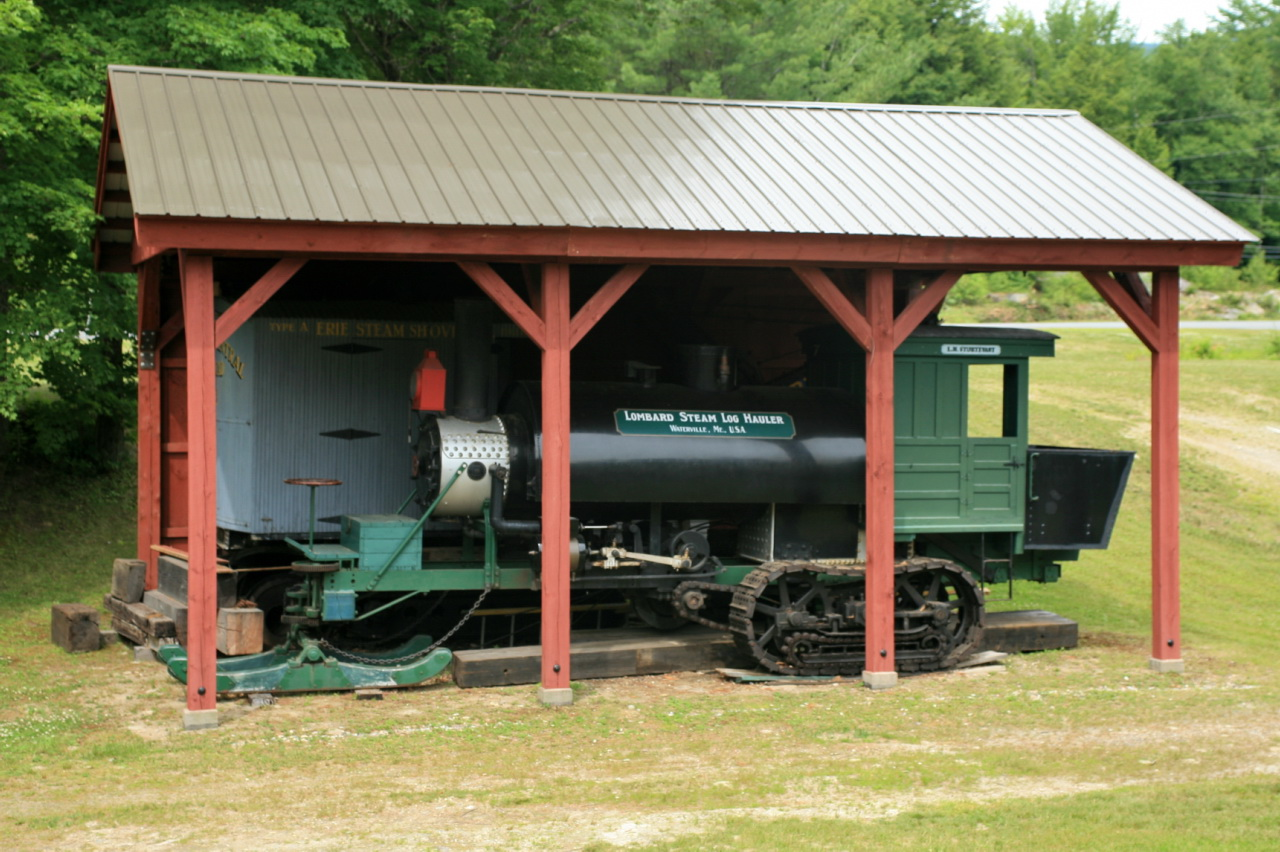
Відреставорований лісовоз на Clark's Trading Post у Лінкольні, Нью-Гемпшир

Парови́й лісово́з Ло́мбарда (англ. Lombard Steam Log Hauler) був першим успішним комерційним застосуванням гусеничного рушія для руху транспортних засобів:99. Ця концепція, запатентована 21 травня 1901 року, згодом використана для військових танків під час Першої світової війни та для сільськогосподарських тракторів і будівельної техніки після війни.

## Опис
Елвін Ломбард був ковалем, який виготовляв лісозаготівельне обладнання у Вотервіллі, штат Мен. З 1901 і 1917 рік він побудував 83 парові лісовози:100.
Ці лісовози, що нагадували паровоз із сідельним танком, були оснащені лижами, якими керували з невеликої платформи, розміщеної перед котлом, і приводилися в рух за допомогою ланцюгових гусениць. Подібні за конфігурацією керма та приводу до снігоходів, ці транспортні засоби вагою від 10 до 30 тонн могли досягати максимальної швидкості близько 7,2 км/год:77—80.
Кожен поїзд потребував екіпажу з чотирьох осіб: рульового попереду, машиніста та кочегара в кабіні, а також кондуктора, який їхав на санях для перевезення колод і сигналізував екіпажу в кабіні мотузкою або дротом від дзвінка:78. Найперші лісовози тягли троє саней, з часом їхня кількість зросла до восьми. Кожен поїзд перевозив від 40 000 до 100 000 дошкових футів (94—236 м³) колод. Рекордна довжина поїзда становила 24 сани загальною довжиною 500 м:100.
Найнебезпечнішими були спуски, де лід дозволяв саням розганятися швидше за двигун. При складанні поїзда сани часто штовхали лісовоз об дерева, і на більшості фотографій лісовозів видно сліди ремонту на кабінах та зігнуті залізні елементи котла та сідельного танка. Щоб збільшити тертя під санями, на схилах розстеляли сіно, але іноді до прибуття поїзда сіно з'їдали голодні олені.
Робота рульового була особливо важкою: він перебував під впливом холоду, що міг опускатися до −40 °C, а іскри, що вилітали з димаря котла над ним, іноді підпалювали одяг (рульові, що заробляли достатньо грошей, купляли вогнетривке шкіряне спорядження). Деякі лісовози мали невелике крите укриття рульовій платформі, але це укриття заважало рульовому вистрибувати під час зіткнень, ухиляючись від саней з колодами:78—79.

## Історія
Перші два лісовози використовувалися у 1901 році поблизу Юстіса, штат Мен, до будівництва тут залізниці.Ці ранні машини мали вертикальний котел і керувалися кінною запряжкою:99. Більшість лісовозів Ломбарда використовувалися в штатах Мен та Нью-Гемпшир, деякі використовувалися в Мічигані, Вісконсині, а також у Росії.
Найбільшою компанією, що використовувала лісовози Ломбарда, була «Berlin Mills». Одну таку машину вона придбала в 1904 році, а потім ще дві для чергування під час необхідного технічного обслуговування та ремонту. Компанія використовувала 10-кілометрову крижану дорогу в Стетсоні, штат Мен, яку щоночі поливали водою з розбризкувача. Зв'язок з поїздом забезпечувала проведена телефонна лінія з часто розставленими телефонними будками. Компанія оцінювала, що її лісовози виконували роботу 60 коней:78—79.
З 1914 року Ломбард почав будувати лісовози з 6-циліндровим бензиновим двигуном, пізніше випустив потужніший «Big 6», а у 1934 побудував один лісовоз з дизельним двигуном виробництва Fairbanks-Morse. Лісовози з двигунами внутрішнього згоряння (так звані трактори Ломбарда) були менш потужними, ніж парові, і нагадували вантажівку з кузовом на шасі з лиж та гусениць.
Вважається, що парові лісовози використовувалися аж до 1929 року:79. Принаймні десять тракторів Ломбарда зберігалися в депо греблі озера Черчілль ще в 1960-х роках.

## Спадок

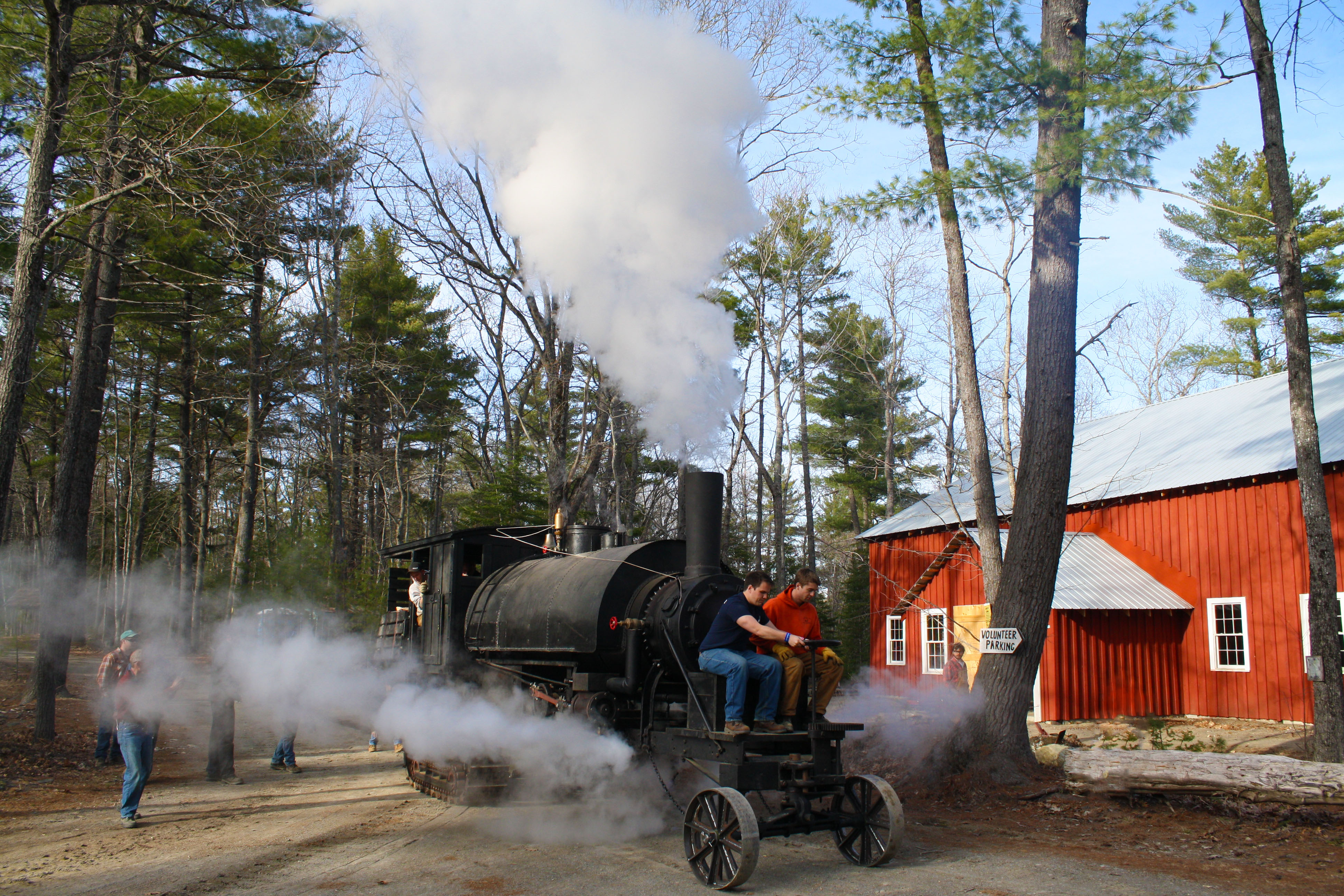
Відновлений лісовоз № 38 (прибл. 1910), Музей лісу та лісозаготівлі штату Мен, 2014 рік

Гора Ломбард в Антарктиді отримала назву на честь лісовозів Ломбарда як першого застосування знань про механіку снігу для забезпечення дорожнього руху. У 1982 році паровий лісовоз Ломбарда визнано Національною історичною пам'яткою машинобудування після висунення його кандидатури Американським товариством інженерів-механіків.
Збережені й відреставровані парові лісовози Ломбарда можна побачити в таких музеях:
- Музей лісозаготівлі в Ешленді, штат Мен[8];
- Музей лісу та лісозаготівлі штату Мен у Бредлі, штат Мен [7];
- Транспортний музей[en] в Оулс-Гед, штат Мен;
- Музей лісорубів у Паттені, штат Мен[8];
- Clark's Trading Post[en] в Лінкольні, штат Нью-Гемпшир;
- Райнлендер, штат Вісконсин;
- Музей розвитку Заходу[en] в Саскатуні, провінція Саскачеван, Канада[9];
- Вотервіль, штат Мен;
- село Тулппіо, Савукоскі, Фінляндія;
- Музей лісництва у Рованіємі, Фінляндія.